# 4 april
4 april är den 94:e dagen på året i den gregorianska kalendern (95:e under skottår). Det återstår 271 dagar av året.

## Återkommande bemärkelsedagar

### Helgdagar
- Påskdagen firas i västerländsk kristendom för att högtidlighålla Jesu återuppståndelse efter korsfästelsen, åren 1847, 1858, 1915, 1920, 1926, 1999, 2010, 2021, 2083, 2094. I de östliga kyrkorna är 4 april det första datumet då påskdagen kan infalla.

### Nationaldagar
- Senegals nationaldag (till minne av den partiella självständigheten från Frankrike 1959)

### Märkesdagar
- Natodagen firas till minne av den 4 april 1949 då Nordatlantiska fördraget ingicks.

## Namnsdagar

### I den svenska almanackan
- Nuvarande – Marianne och Marlene
- Föregående i bokstavsordning
  - Ambrosius – Namnet fanns på dagens datum sedan gammalt, till minne av biskopen Ambrosius av Milano, som dog på dagens datum 397. Det fanns kvar fram till 1993, då det utgick.
  - Irene – Namnet fanns före 1901 på 5 april. Detta år utgick det ur almanackan, men återinfördes 1986 på dagens datum. 2001 flyttades det dock tillbaka till sitt gamla datum 5 april och har funnits där sedan dess.
  - Irina – Namnet infördes på dagens datum 1986, men utgick 1993.
  - Irja – Namnet infördes 1986 på 13 augusti och flyttades 1993 till dagens datum, men flyttades 2001 tillsammans med Irene till 5 april.
  - Marianne – Namnet infördes 1986 på 30 april, där det fanns fram till 2001, då det flyttades till dagens datum.
  - Marlene – Namnet infördes 1986 på 22 september. 1993 flyttades det till 22 februari och 2001 till dagens datum.
- Föregående i kronologisk ordning
  - Före 1901 – Ambrosius
  - 1901–1985 – Ambrosius
  - 1986–1992 – Ambrosius, Irene och Irina
  - 1993–2000 – Irene och Irja
  - Från 2001 – Marianne och Marlene
- Källor
  - Brylla, Eva (red.): Namnlängdsboken, Norstedts ordbok, Stockholm, 2000. ISBN 91-7227-204-X
  - af Klintberg, Bengt: Namnen i almanackan, Norstedts ordbok, Stockholm, 2001. ISBN 91-7227-292-9

### Finlandssvenska almanackan
- Nuvarande från 1929[1] – Odin
- I föregående revideringar[a][2]
  - inga ändringar sedan 1929

## Händelser
- 1216 – Påven Innocentius III avsänder ett brev, där han erkänner den svenske kungens rätt till sydvästra Finland och att dess biskop underställs ärkebiskopen i Uppsala. Han beklagar sig även över att svenska präster lyder under världslig lag, att man kan tillsätta präster utan kyrkans hörande och att peterspenningen inte erläggs. I brevet erkänner påven också kung Erik Knutsson som kung av Sverige (det har rått tvist mellan kungen och kyrkan sedan han avsatte den förre kungen Sverker den yngre 1208) och därmed försonas påven med den svenska statsmakten. I det hänseendet kommer brevet dock fram för sent, eftersom kung Erik dör bara sex dagar senare.
- 1292 – När påven Nicolaus IV avlider kommer påvestolen att stå tom i över två år, innan Celestinus V väljs till ny påve den 5 juli 1294.
- 1406 – Vid Robert III:s död efterträds han som kung av Skottland av sin 11-årige son Jakob I. Därmed inleds den period på 219 år (till 1625), då Skottland har sex Jakobkungar i rad (med undantag för åren 1542–1567, då Maria I är regerande drottning).
- 1588 – Vid Fredrik II:s död efterträds han som kung av Danmark och Norge av sin son Kristian IV. Denne kommer att bli ländernas mest långvarige kung, då han sitter på tronen i nästan 60 år, till sin död 1648.
- 1841 – William Henry Harrison avlider, endast en månad efter att han har tillträtt posten som USA:s president. Han blir därmed den kortvarigaste amerikanske presidenten genom tiderna och han efterträds samma dag av vicepresidenten John Tyler, som innehar posten under återstoden av Harrisons ämbetsperiod (till 1845).
- 1905 – En jordbävning med styrkan 7,8 på Richterskalan inträffar i Kangraområdet i norra Indien. Omkring 20 000 omkommer och i princip samtliga byggnader i Kangra, Mcleodganj and Dharamshala blir förstörda.
- 1949 – Representanter för tio europeiska länder (Belgien, Danmark, Frankrike, Island, Italien, Luxemburg, Nederländerna, Norge, Portugal och Storbritannien) och två nordamerikanska (Kanada och USA) undertecknar den så kallade Atlantpakten i Washington, D.C. och bildar därmed försvarsalliansen Nato (North Atlantic Treaty Organization). De ingående länderna lovar varandra ömsesidigt bistånd i händelse av att något av dem blir angripna och ett angrepp på ett av medlemsländerna ska ses som ett angrepp på hela alliansen. Som ett svar på detta bildas inom östblocket några år senare en liknande allians, som får benämningen Warszawapakten under Sovjetunionens ledning. Under kalla kriget står allianserna mot varandra, men sedan Warszawapakten har upplösts efter dess slut har flera av paktens forna medlemmar gått med i NATO.
- 1959 – De självstyrande franska kolonierna Senegal och Franska Sudan bildar den självständiga republiken Malifederationen inom det franska samväldet.[3] Den 20 juni året därpå blir republiken helt självständig från Frankrike, men redan två månader därefter lämnar Senegal den och den 22 september samma år bildar återstoden av Malifederationen republiken Mali.
- 1968 – Den amerikanske medborgarrättskämpen Martin Luther King blir mördad på ett motell i Memphis i Tennessee av James Earl Ray. King lutar sig över räcket till sin balkong, för att tala med några kollegor, då Ray skjuter honom klockan 18.01. Ray flyr genast från platsen och det dröjer två månader, innan han blir infångad. Han döms till 99 års fängelse och avlider i fängelset 1998. Dock har det ifrågasatts om han verkligen är mördaren, då det ska ha funnits ytterst få bevis.
- 1973 – Skyskrapekomplexet World Trade Center i New York invigs officiellt och den norra skyskrapan är under en kort tid världens högsta byggnad (redan samma år invigs dock Sears Tower i Chicago, som blir ännu högre). Tornen började byggas 1966 och redan 1970 har de första hyresgästerna börjat flytta in. De finns sedan kvar fram till 11 september 2001, då de förstörs i en terroristattack.

## Födda
- 188 – Caracalla, romersk kejsare från 198
- 1688 – Joseph-Nicolas Delisle, fransk astronom och geograf
- 1758 – Pierre Paul Prud'hon, fransk hovmålare
- 1759 – Israel Smith, amerikansk politiker, senator för Vermont 1803–1807, guvernör i samma delstat 1807–1808
- 1773 – Carl Magnus Craelius, (Crælius), svensk sångare, skådespelare och sångpedagog
- 1785 – Bettina von Arnim, tysk författare
- 1786 – William A. Trimble, amerikansk demokratisk-republikansk politiker, senator för Ohio 1819–1821
- 1819 – Maria II, regerande drottning av Portugal 1826–1828 och 1834–1853
- 1831 – Edward C. Walthall, amerikansk general och politiker, senator för Mississippi 1885–1894 och 1895–1898
- 1836 – Robert Luhr, svensk kommunalpolitiker och apotekare
- 1843 – William Henry Jackson, amerikansk konstnär, fotograf och upptäcktsresande
- 1844 – John Riley Tanner, amerikansk republikansk politiker, guvernör i Illinois 1897–1901
- 1846 – Comte de Lautréamont, fransk författare
- 1847 – Sebastian Tham, svensk godsägare och riksdagsman
- 1872 – Frida Uhl, österrikisk journalist och dramaturg, gift med August Strindberg 1893–1897
- 1882 – Albin Lindahl, svensk skådespelare, sångare och teaterekonom
- 1884 – Isoroku Yamamoto, japansk amiral
- 1889 – Hans-Jürgen von Arnim, tysk generalöverste
- 1890 – Johnny Björkman, svensk skådespelare, köpman, handelsresande och disponent
- 1892 – Edith Södergran, finlandssvensk författare och poet
- 1898 – Agnes Ayres, amerikansk skådespelare
- 1904
  - Arne Hülphers, svensk musikdirektör, kapellmästare och pianist, gift med Zarah Leander
  - Walter J. Kohler, Jr., amerikansk republikansk politiker och affärsman, guvernör i Wisconsin 1951–1957
- 1909 – Antony Tudor, brittisk dansare och koreograf
- 1914 – Frances Langford, amerikansk sångare och skådespelare
- 1915 – Lars Ahlin, svensk författare
- 1916 – Selwyn Toogood, nyzeeländsk skådespelare
- 1922 – Elmer Bernstein, amerikansk filmmusikkompositör och -arrangör
- 1928
  - Maya Angelou, amerikansk författare
  - Jimmy Logan, brittisk skådespelare
- 1932
  - Anthony Perkins, amerikansk skådespelare
  - Andrej Tarkovskij, rysk regissör, författare och skådespelare
- 1939
  - JoAnne Carner, amerikansk golfspelare
  - Darlene Hooley, amerikansk demokratisk politiker, kongressledamot 1997–2009
- 1942 – Monique Ernstdotter, svensk skådespelare
- 1944
  - Craig T. Nelson, amerikansk skådespelare
  - Erik Fåglum, svensk cyklist, bragdmedaljör
- 1945 – Daniel Cohn-Bendit, fransk politiker, europaparlamentariker 2004–2014
- 1948
  - Jila Mossaed, iransk-svensk författare och poet, ledamot av Svenska Akademien 2018–
  - Carlos Salinas, mexikansk politiker, Mexikos president 1988–1994
  - Abdullah Öcalan, kurdisk politiker, ledare för partiet Kurdistans arbetarparti 1978–1998
- 1949 – Sergej Bagapsj, georgisk politiker, Abchaziens premiärminister 1997–1999 och president 2005–2011
- 1950 – Christine Lahti, amerikansk skådespelare
- 1952
  - Cherie Lunghi, brittisk skådespelare
  - Gary Moore, brittisk sångare och gitarrist
- 1953 – Eilert Pilarm, svensk musiker och humoristisk Elvis Presley-imitatör
- 1955 – Parveen Babi, indisk skådespelare
- 1957 – Peter Englund, svensk historiker och författare, ledamot av Svenska Akademien från 2002 och dess ständige sekreterare 2009–2015
- 1960 – Hugo Weaving, australisk skådespelare
- 1963
  - Graham Norton, irländsk komiker
  - Ulrika Paulson, svensk skådespelare
- 1965 – Robert Downey, Jr., amerikansk skådespelare
- 1968 – Jesús Rollán, spansk vattenpolomålvakt
- 1970 – Barry Pepper, kanadensisk skådespelare
- 1971 – Raja Amari, tunisisk filmregissör
- 1975 – Thobias Fredriksson, svensk längdskidåkare, OS-guld 2006
- 1979
  - Heath Ledger, australisk skådespelare
  - Roberto Luongo, kanadensisk ishockeymålvakt
  - Natasha Lyonne, amerikansk skådespelare
- 1980 – Björn Wirdheim, svensk racerförare
- 1984 – Thomas Lövkvist, svensk cyklist
- 1991 – Jamie Lynn Spears, amerikansk sångare och skådespelare
- 1992 – Alexa Nikolas, amerikansk skådespelare
- 1996 – Austin Mahone, amerikansk sångare

## Avlidna
- 397 – Ambrosius, omkring 57, biskop av Milano sedan 374, kyrkofader och helgon, en av de fyra ursprungliga kyrkolärarna
- 896 – Formosus, 80, påve sedan 891
- 1266 – Johan I, omkring 53, markgreve av Brandenburg sedan 1220
- 1292 – Nicolaus IV, 64, född Girolamo Masci, påve sedan 1288
- 1406 – Robert III, omkring 69, kung av Skottland sedan 1390
- 1588 – Fredrik II, 53, kung av Danmark och Norge sedan 1559
- 1764 – Gustaf Johan Gyllenstierna, 54, svensk friherre och förrädare samt rysk ämbetsman
- 1774 – Oliver Goldsmith, 45, irländsk författare
- 1807 – Jérôme Lalande, 74, fransk astronom
- 1817 – André Masséna, 58, fransk militär, marskalk av Frankrike
- 1841 – William Henry Harrison, 68, amerikansk general och politiker, senator för Ohio 1825–1828, USA:s president sedan 4 mars detta år
- 1907 – Lucile Grahn, 87, dansk ballerina
- 1924 – Arnold Pick, 72, tysk-tjeckoslovakisk neurolog och psykiater
- 1929 – Karl Friedrich Benz, 84, tysk ingenjör och bilkonstruktör
- 1930 – Victoria av Baden, 67, tysk prinsessa, Sveriges drottning sedan 1907 (gift med Gustaf V)
- 1932 – Wilhelm Ostwald, 78, balttysk fysiker, kemist och filosof, mottagare av Nobelpriset i kemi 1909
- 1950 – Hugo Jacobson, 58, svensk operettsångare och skådespelare
- 1953 – Carol II, 59, kung av Rumänien 1930–1940
- 1963 – Gaetano Catanoso, 84, italiensk präst, ordensgrundare och helgon
- 1966
  - Lorens Marmstedt, 57, svensk regissör, manusförfattare och filmproducent
  - Alfred Naujocks, 54, tysk SS-officer
- 1968 – Martin Luther King, 39, amerikansk medborgarrättskämpe, mottagare av Nobels fredspris 1964 (mördad)
- 1973 – Gösta Knutsson, 64, svensk radioman och barnboksförfattare
- 1975 – Sven Rydell, 70, svensk fotbollsspelare, bragdmedaljör
- 1979 – Zulfikar Ali Bhutto, 51, pakistansk politiker, Pakistans president 1971–1973 och premiärminister 1973–1977 (avrättad)
- 1983 – Gloria Swanson, 84, amerikansk skådespelare
- 1990 – C.R. Smith, 90, amerikansk företagsledare och politiker, USA:s handelsminister 1968–1969
- 1991 – John Heinz, 52, amerikansk republikansk politiker, senator för Pennsylvania sedan 1977 (flygolycka)
- 1993 – Göran O. Eriksson, 64, svensk författare och regissör
- 2002 – Stuart Görling, 84, svensk kompositör och filmmusikarrangör
- 2003 – Bertil Bertilson, 63, svensk musiker, kompositör och sångare, medlem i gruppen Rockfolket
- 2004
  - Hans Bergström, 68, svensk regissör och skådespelare
  - Nikita Bogoslovskij, 90, rysk kompositör
- 2006 – Denis Donaldson, 55, irländsk medlem i Irländska republikanska armén och Sinn Féin samt brittisk dubbelagent
- 2008 – Max Goldstein, 83, svensk-tysk kostymtecknare med pseudonymen Mago
- 2009 – Erik Sjödin, 90, svensk författare och agronom
- 2011
  - John Adler, 51, amerikansk demokratisk politiker, kongressledamot 2009–2011
  - Scott Columbus, 54, amerikansk trumslagare, bland annat i heavy metal-bandet Manowar
  - Ned McWherter, 80, amerikansk demokratisk politiker, guvernör i Tennessee 1987–1995
  - Wayne Robson, 64, kanadensisk skådespelare
  - Craig Thomas, 68, brittisk författare
- 2012 – Anne Karin Elstad, 74, norsk författare
- 2013
  - Carmine Infantino, 87, amerikansk serietecknare
  - Roger Ebert, 70, amerikansk filmkritiker
  - Bengt Blomgren, 89, svensk skådespelare, regissör och manusförfattare
- 2014
  - José Aguilar, 55, kubansk boxare
  - Margo MacDonald, 70, brittisk politiker, ledamot i skotska parlamentet
  - Muhammad Qutb, 94 eller 95, egyptisk författare och aktivist inom Muslimska brödraskapet
  - Kumba Yalá, 61, guinea-bissauisk politiker, Guinea-Bissaus president 2000–2003
- 2015 – Klaus Rifbjerg, 83, dansk författare, filmkritiker och manusförfattare
- 2017 – Olof Hellström, 93, målare och skulptör
- 2020 – Susanna Ramel, 100, sångare, skådespelare
- 2021 – Robert Mundell, 88, kanadensisk ekonom, mottagare av Sveriges riksbanks pris i ekonomisk vetenskap till Alfred Nobels minne 1999